# Raimond Turkonjak

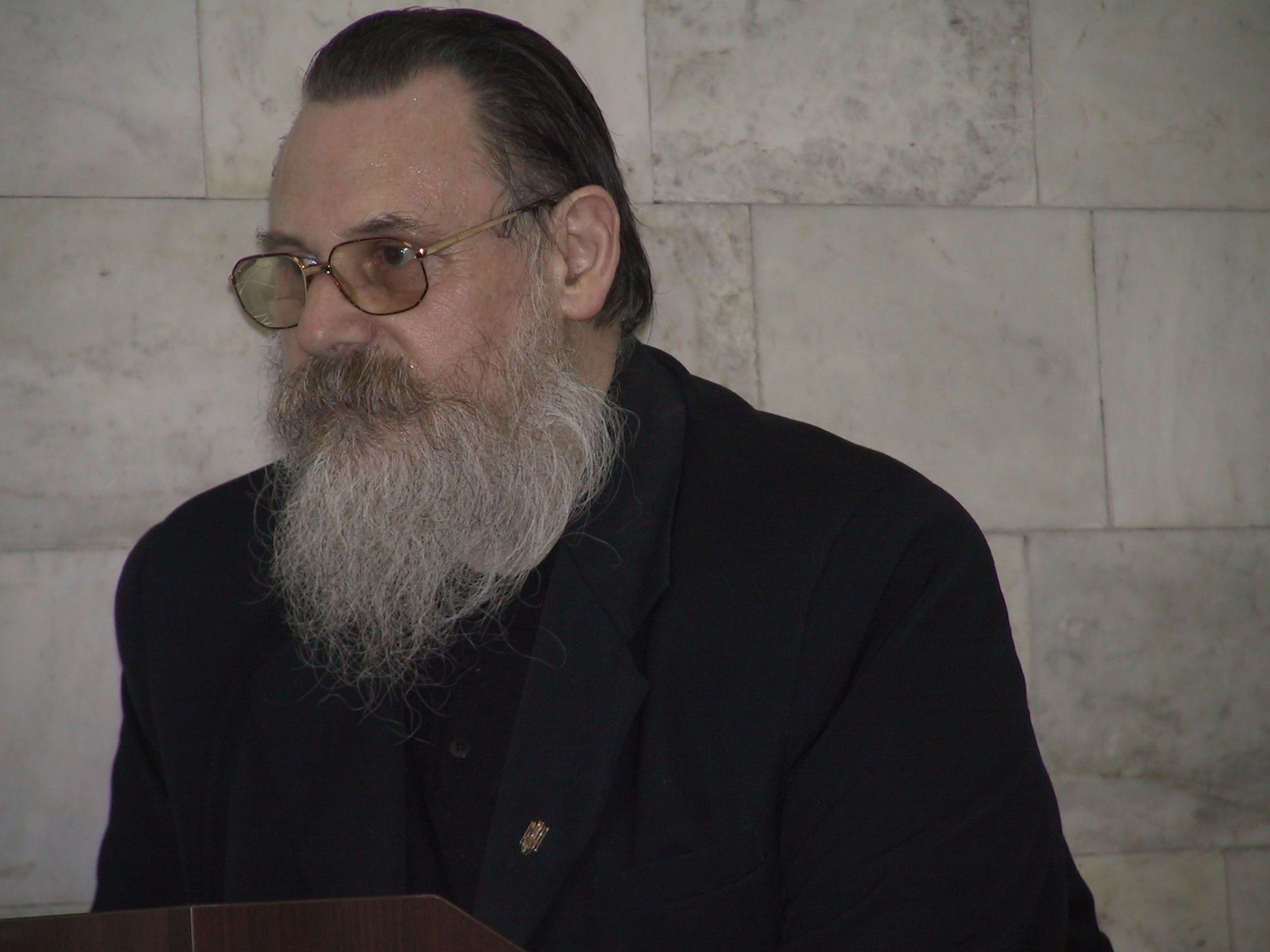
Raimond Turkonjak, 2013

Rafail (Turkonjak) bzw. Turkonjak Raymond Pawlowytsch (* 7. Mai 1949 in Manchester, Großbritannien) ist ein ukrainischer Bibelübersetzer und Theologe. Er ist Archimandrit der Ukrainischen griechisch-katholischen Kirche.

## Leben
Raymond Turkonjak kam 1949 in England als Sohn ukrainischer Eltern zur Welt. Sein Vater war Soldat in der UPA. 1966 nahm er sein Theologiestudium am Päpstlichen Ukrainischen Kolleg auf. Zugleich studierte er Philosophie an der Päpstlichen Universität Urbaniana in Rom. 1968 schloss er das Studium mit dem Bakkalaureat in Philosophie ab. Danach setzte er sein Studium am St Patrick’s College in Maynooth (Irland) fort. 1972 wurde er in Theologie mit dem Master graduiert. Am 2. April 1972 wurde er zum Priester geweiht und zwischen 1972 und 1977 war er als Pfarrer einer ukrainischen Griechisch-katholischen Gemeinde in Krefeld tätig. 1975 wurde er vom Oberhaupt der Ukrainischen Griechisch-katholischen Kirche Jossyf Slipyj beauftragt, eine neue Übersetzung der Bibel von kirchenslawischer Sprache in die moderne ukrainische Sprache zu verfassen. Diese Übersetzung beendete er im Jahr 2003. Für seine Übersetzung benutzte er die Ostroger Bibel (1581). Für diese Übersetzung erhielt er 2007 den Taras-Schewtschenko-Preis.
In den Jahren von 1978 bis 1990 lebte er in den USA, wo er als Pfarrer verschiedener Pfarreien tätig war. Seit dem Jahr 1991 ist er in der Ukraine tätig. 1991 wurde er von Kardinal Myroslaw Ljubatschiwskyj zum Vizekanzler der Lemberger Erzdiözese der Ukrainischen Griechisch-Katholischen Kirche berufen. In den Jahren 1995–1996 organisierte er das Kiewer-Wyschgorod–Exarchat der Ukrainischen Griechisch-Katholischen Kirche. Zwischen 1996 und 2000 war er als Sekretär Kardinal Ljubatschiwskyjs tätig.
Seit 1992 ist er Mitglied der Ukrainischen Bibelgesellschaft. Er ist Doktor der Theologie, Dogmatik (1975) und Liturgik (1977). Er ist Lehrstuhlinhaber für Theologie an der Ostroger Akademie.